# Фернандо, Тирон
Тирон Фернандо (там. டிரோன் பர்னான்டோ; 8 августа 1941, Цейлон — 26 февраля 2008, Коломбо, Шри-Ланка) — ланкийский политический деятель, министр иностранных дел Шри-Ланки (2001—2004).

## Биография
Окончил королевский колледж в Коломбо и Оксфордский университетский колледж Кибл. Также получил диплом Лондонской школы журналистики.
Начал карьеру в английской корпорации адвокатов.
В 1977—2004 гг. — депутат Национального Народного собрания (парламент) Шри-Ланки.
Назначался заместителем министра иностранных дел.
В 1993 г. назначен министром средств массовой информации.
В 2001—2004 гг. — министр иностранных дел Шри-Ланки.
В 2004—2006 гг. — губернатор Северо-Восточной провинции.
С 2007 г. — Посол во Франции.